# Барткус, Джюгас
Джюгас Барткус (лит. Džiugas Bartkus; 7 ноября 1989, Каунас, Литовская ССР, СССР) — литовский футболист, вратарь израильского клуба «Хапоэль Ирони» и сборной Литвы.

## Биография

### Клубная карьера
С 2008 года находился в составе клуба Каунас, однако на поле долгое время не выходил. Дебютировал на профессиональном уровне в 2010 году, находясь в аренде в клубе «Партизан-МТЗ», за который сыграл 7 матчей в чемпионате Белоруссии. В начале 2011 года, также на правах аренды, провёл 4 игры за «Динамо-Брест». В 2012 году подписал контракт с клубом «Судува», где выступал на протяжении четырёх лет, причём последние два сезона отыграл в качестве основного вратаря. В январе 2016 года перешёл в клуб польской Экстракласы «Гурник» (Ленчна), но не задержался в команде и спустя полгода покинул клуб. Сезон 2016/17 провёл на Мальте в составе клуба «Валлетта». Затем вернулся в Литву, где выступал за столичный «Жальгирис» и выиграл в его составе Кубок Литвы. 13 сентября 2018 года подписал контракт с израильским «Хапоэль Ирони». 8 декабря того же года, в матче 13 тура чемпионата Израиля против «Маккаби» (Хайфа) Барткус отметился голом, забив головой после подачи углового в компенсированное время. Игра закончилась со счётом 2:2.

### Карьера в сборной
Впервые был вызван в сборную Литвы в октябре 2015 года на матч отборочного турнира чемпионата Европы против Словении, однако на поле не вышел. Следующий вызов получил лишь в июне 2018 года на матчи Кубка Балтии, в рамках которого и дебютировал за сборную, отыграв весь матч против сборной Латвии.

## Достижения
«Валлетта»
- Обладатель Суперкубка Мальты: 2016

«Жальгирис»
- Обладатель Кубка Литвы: 2018